# Endostom
Das Endostom oder Endostoma (von altgriechisch ἔνδο(ν) éndo(n), deutsch ‚innen‘ und στόμα stóma, deutsch ‚Mund‘) bezeichnet man eine Chitinplatte bei Krebstieren, die das Dach der Mundhöhle bildet. Nur der vordere Teil des Endostoms ist beim intakten Tier sichtbar, selbst wenn die Mundwerkzeuge zur Seite  gelegt sind. Vom vorn-seitlich angrenzenden Epistom ist das Endostom bei Krabben meist durch eine Leiste getrennt. Ist diese nur auf den vorderen Abschnitt beschränkt, spricht man von einer unvollständigen endostomialen Leiste. Die endostomialen Leisten dienen als Leitstruktur für das aus der Kiemenkammer ausströmende Wasser.